# Dorothy Dell
Dorothy Dell Goff (née le 30 janvier 1915 à Hattiesburg dans le Mississippi et morte le 8 juin 1934 d'un accident de voiture à Altadena en Californie), est une actrice américaine et la Miss Univers 1930,.

## Filmographie
- 1934 : Petite Miss (Little Miss Marker) de Alexander Hall